# Zamek błyskawiczny

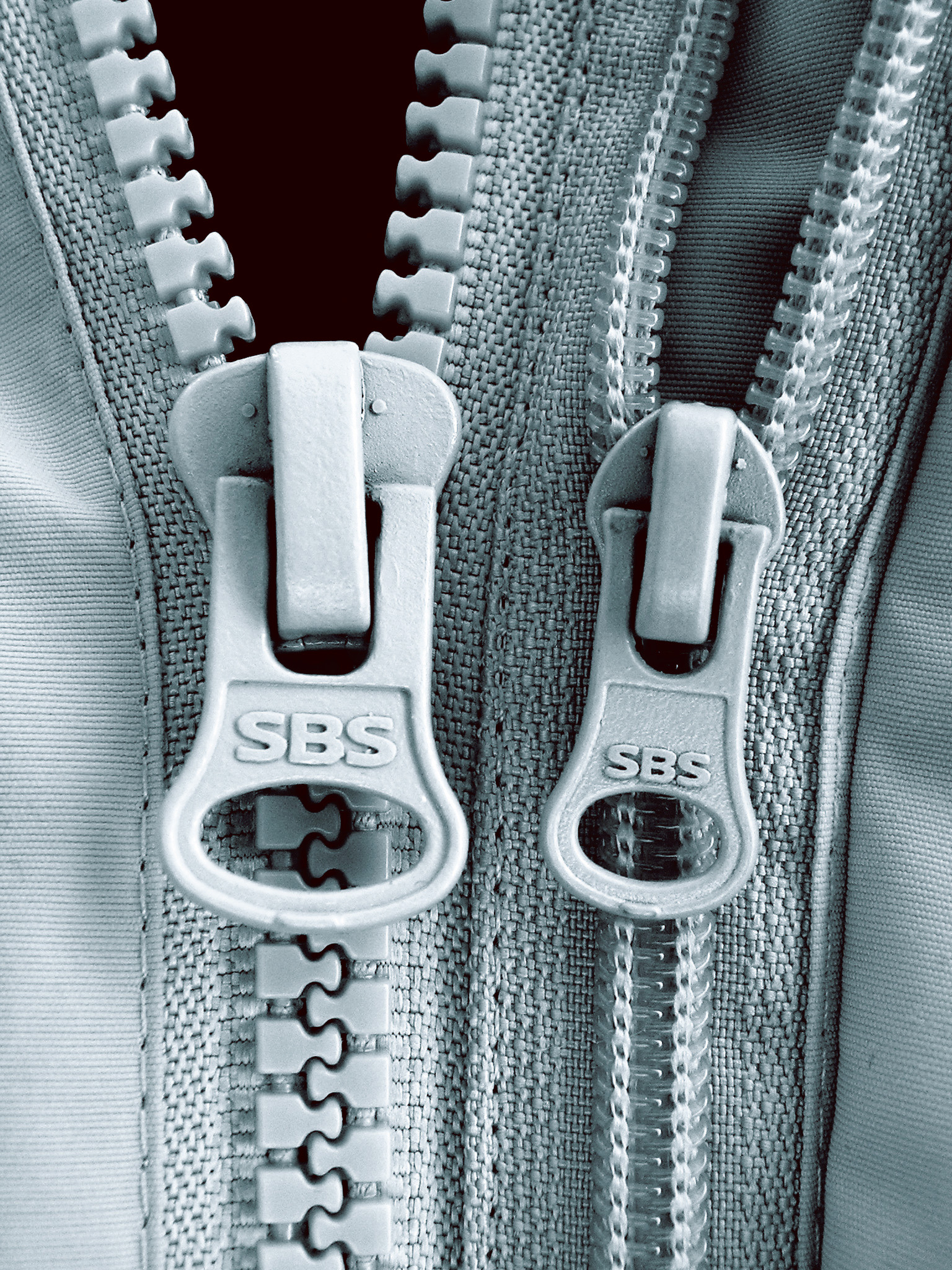
Zamki błyskawiczne z tworzywa sztucznego

Zamek błyskawiczny, suwak (ekler, gw. łódz. ekspres) – zapięcie służące do czasowego łączenia dwóch kawałków tkaniny. Powszechnie wykorzystywane zamiast guzików w kurtkach wierzchnich, bluzach, torbach, śpiworach, plecakach itp. Największą popularność zamek błyskawiczny zyskał jednak w przypadku rozporków.
Zamek błyskawiczny tworzą dwa rzędy plastikowych lub metalowych przylegających do siebie ząbków, ustawionych w ten sposób, że ząbki jednego rzędu po zaciągnięciu suwaka wchodzą w wolne miejsca pomiędzy ząbkami drugiego rzędu. Zdarza się, np. w przypadku odzieży artystycznej, że zęby zamka błyskawicznego tworzone są z drewna. 
Pierwsze zapięcia podobne do dzisiejszego zamka błyskawicznego wynaleziono w połowie XIX wieku (Elias Howe, 1851 r.), ale nie utrzymały się na rynku. Inne, wykorzystujące system haczyków i oczek opatentowano w latach 90. XIX wieku (Whitcomb Judson), służyły do zapinania butów.
Współczesne rozwiązanie znane jest od roku 1913 jako wynalazek szwedzkiego inżyniera Gideona Sundbacka (patent w 1917 roku). Wykorzystywano je pierwotnie do kombinezonów lotniczych i łączenia płótna samolotowego. Popularność zdobyły w latach 20. i 30. XX wieku.

## Zastosowanie
Początkowo buty i woreczki na tytoń były głównym zastosowaniem zamków; minęło kolejne dwadzieścia lat, zanim zamki znalazły zastosowanie w  branży mody. W czasie II wojny światowej zamki zaczęto szeroko wszywać do spodni, spódnic i sukienek.

Schematycznie przedstawiona zasada działania zamka błyskawicznego
...i w drugą stronę.